# Carl-Wendelin Neubert
Carl-Wendelin Neubert (* 1985 in Berlin) ist ein deutscher Jurist, Wissenschaftler und Rechtsanwalt.

## Leben
Carl-Wendelin Neubert studierte Rechtswissenschaften an der Albert-Ludwigs-Universität Freiburg und an der Universität Genf. Er war wissenschaftlicher Mitarbeiter am Max-Planck-Institut zur Erforschung von Kriminalität, Sicherheit und Recht bei Ulrich Sieber. Seine Dissertation Der Einsatz tödlicher Waffengewalt durch die deutsche auswärtige Gewalt erschien 2016 als Buch und wurde mit der Otto-Hahn-Medaille der Max-Planck-Gesellschaft ausgezeichnet. Er arbeitete einige Jahre als Rechtsanwalt für eine Wirtschaftskanzlei im öffentlichen Wirtschaftsrecht sowie im Außenwirtschaftsrecht mit Schwerpunkt im Sanktionsrecht. 2018 gründete er zusammen mit Christian Leupold-Wendling und Steffen Schebesta den digitalen juristischen Fachverlag Jurafuchs, dessen Chefredakteur er ist. Er beschäftigt sich mit gesellschaftspolitischen Themen wie Auslandseinsätzen der Bundeswehr, Sanktionen, Überwachung, mit Maßnahmen nach dem Infektionsschutzgesetz und der Digitalisierung. Seine Texte erscheinen in juristischen Fachzeitschriften und Tageszeitungen. Er ist Gastgeber des juristischen Fach-Podcasts Spruchreif.

## Aufsätze (Auswahl)
- Horizonte und Erfolgsbedingungen juristischer Bildung im Zeitalter der Digitalisierung, in: Zeitschrift für Didaktik der Rechtswissenschaft 2022, S. 292–315
- Russlands Angriffskrieg gegen die Ukraine: Völkerrechtliche Infragestellungen, in: Recht und Politik 58 (2022), S. 135–146, abgerufen am 24. Oktober 2022
- Transnationale Wirtschaftssanktionen als Herausforderung für die europäische Wirtschaft und Souveränität (mit Bärbel Sachs), in: Europäische Zeitschrift für Wirtschaftsrecht 2021, S. 241–246
- Wie Europa sich vor ausländischen Sanktionen schützen sollte (mit Bärbel Sachs), in: Börsen-Zeitung, 29. Januar 2021, abgerufen am 30. September 2021
- Praktische Konkordanz in der Covid-Krise (mit Holger Schmitz), in: Neue Zeitschrift für Verwaltungsrecht 2020, S. 666–671
- Die Digitalisierung der juristischen Bildung (mit Christian Leupold-Wendling), in: Recht Innovativ, 3/2019, abgerufen am 30. September 2021
- Völkerrechtliche Entwicklungslinien in Anbetracht der völkerrechtswidrigen Militäroffensive der Türkei in Syrien, in: Recht und Politik 55 (2019), S. 402–410, abgerufen am 30. September 2021
- Transborder Investigations in Cyberspace: Challenges to Contemporary Territorial Sovereignty (mit Ulrich Sieber), in: Max Planck Yearbook of United Nations Law 20 (2016), S. 239–321, abgerufen am 30. September 2021
- Der Einsatz tödlicher Waffengewalt durch die deutsche auswärtige Gewalt, Duncker & Humblot, Berlin, 2016, ISBN 978-3-428-15091-5
- Grundrechtliche Schutzpflicht des Staates gegen grundrechtsbeeinträchtigende Maßnahmen fremder Staaten am Beispiel der Überwachung durch ausländische Geheimdienste, in: Archiv des öffentlichen Rechts 140 (2015), S. 267–304, abgerufen am 25. September 2021